# Monument aux morts de la caserne Vaillant
Le monument aux morts de la caserne Vaillant est un édifice situé dans la ville de Dijon, dans la Côte-d'Or en région Bourgogne-Franche-Comté.

## Histoire
Il représente trois soldats debout sur un socle, le monument est dédié aux morts des 27e et 227e régiments d'infanterie, régiments emblématiques de Dijon.
Le monument aux morts de la caserne Vaillant en totalité est inscrit au titre des monuments historiques par arrêté du 1er août 2016.